# جی لیوینگستون
جِی لیوینگستون (انگلیسی: Jay Livingston; ۲۸ مارس ۱۹۱۵ – ۱۷ اکتبر ۲۰۰۱) آهنگساز اهل ایالات متحده آمریکا بود.
از فیلم‌هایی که در آن نقش داشته می‌توان به سان‌ست بلوار و تمی و مرد مجرد اشاره کرد.